# Грей, Джордж Уильям
Джордж Уильям Грей (англ. George William Gray, 4 сентября 1926, Денни, Шотландия — 12 мая 2013, Великобритания) — британский химик-материаловед, исследователь жидких кристаллов.

## Биография
Джордж Грей родился 4 сентября 1926 года у Джона и Джесси Грей в Денни, Шотландия. В семье также была дочь Кэтрин, на шесть лет старше его.

### Детство
В детстве его основными интересами были моделирование кораблей, чтение, выращивание растений и садоводство. Мать Джорджа была больше привязана к его сестре, чем к мальчику, считая его слишком живым и озорным, но отец был для него другом. Он был фармацевтом в Денни, образованным химиком и ботаником, которому Джордж был обязан своим ранним интересом к науке. Отец Джорджа сам управлял своим делом, и благодаря тому, что Джордж проявил особый интерес к химии, ему позволяли помогать во взвешивании материалов и изготовлении таблеток, порошков и растворов. Отец брал Джорджа на прогулки по воскресеньям и обсуждал с ним растения, их составляющие и химию живых процессов. Поэтому к тому времени, когда ему исполнилось 10 лет, Джордж был знаком с атомами и молекулами, и он никогда не хотел стать никем другим, кроме химика. Его отец сильно повлиял на него по мере развития интересов Джорджа в науке. У него была коллекция книг по истории науки, из которых Джордж узнал о достижениях таких ученых, как Фарадей, Блэк, Пристли, Гей-Люссак и Лавуазье.

### Образование
Он поступил в Университет Глазго и учился у ведущих химиков-исследователей, таких как Дж. В.Кук, выдающийся химик, работавший в области изучения стероидов, и Дж. Монтеф Робертсон, самый молодой в то время профессор университета Великобритании и знаменитый специалист по рентгеновской кристаллографии. Помимо изучения химии в годы войны, Джордж также изучал дополнительные дисциплины по математике и физике, окончив университет в 1946 году.
Затем болезнь отца и последующее предложение работы от Монтефа Робертсона заставили Джорджа переехать в город Кингстон-апон-Халл. Там он занял должность лаборанта в Лондонском университетском колледже (в Халле). В то же время Джорджу также предлагали работать в англо-иранской компании в Персии, но он отказался от этой возможности для продолжения работы на химическом факультете в Халле, где он и оставался следующие 40 лет. В первый же год работы его назначили помощником лектора. После этого он продолжил свое обучение, изучая жидкие кристаллы. Впоследствии он представил свою диссертацию в 1953 году под названием «Изучение синтеза и мезоморфизма некоторых ароматических карбоновых кислот» на степень доктора философии на факультете естественных наук Лондонского университета.

## Научная деятельность
После нескольких лет исследования жидких кристаллов и клеточных мембран, а также преподавания органической химии, был назначен на должность старшего преподавателя в 1960 году. Его успехи и растущий авторитет привели к тому, что в 1964 году он получил степень доктора химии, а в 1978 году, в возрасте 52 лет — профессора химии. Размышляя о своем времени в Халле, Грей говорил:

Это было побуждающее к действию окружение, в котором можно было работать, возможно, лучше, чем в более обеспеченных институтах, — все стремились добиться успеха, помогали друг другу и восстанавливались после потерянных лет войны. Действительно, я очень обязан Университету Халла, который предоставлял мне свободу в исследованиях, разработке собственных идей, оказывал содействие и давал работать в постоянно улучшающемся окружении, при поддержке многих прекрасных коллег. Из-за этого я оставался в Халле более 40 лет, прежде чем уехать в 1990 году, после того, как стал заведующим химическим факультетом и старшим профессором. 

### Университет Халла, 1946—1970
Систематические исследования Грея по синтезу и описанию мезоморфных материалов начались в 1946 году. Ранние работы Грея включали в себя синтез и определение мезоморфных свойств алкоксибензойной и алкоксинафталиновой кислот. В своих исследованиях Грей определил температуры перехода, температуры плавления и прозрачности гомологических рядов замещенных кислот в зависимости от длины концевой алкоксильной цепи и в некоторых случаях определил наличие смектических (ламеллярных) фаз.
Примерно в 1952-53 гг. исследования Грея в жидких кристаллах расширились за счет изучения влияния длины алифатической цепи и латеральной замены на мезоморфные свойства материалов. Кроме этого он переключил свою работу на исследование конструкции и структуры центрального ароматического кольца и связывающих групп, обычно оснований Шиффа, которые были прикреплены к нему. Были также проведены дальнейшие исследования 4-п-н-алкоксибензилиденамино-3'-, 2'-, 2- и 3-хлорбифенилов. Им было установлено, что нематическая термическая стабильность 2'-хлор- и 2-хлор-изомеров значительно ниже, чем у 3'- и 3-изомеров. Это объяснялось межкольцевым скручиванием бифенильных колец из-за копланарности атомов хлора в орто-положениях. Было установлено, что изомерные моно-анилы, содержащие бромид и метилзамещенные заместители, дают аналогичные результаты. Сравнивая мезоморфные свойства моно-анилов с различными заместителями в 2-м положении, он пришел к выводу, что нематическая термическая стабильность уменьшалась с увеличением размера заместителя, то есть с увеличением межкольцевого угла, и поэтому свободное вращение не могло происходить около 1: 1 'связи в нематическом состоянии. Результат заключался в том, что для бифенила предполагалось, что межкольцевой угол, безусловно, намного меньше, чем 45° в растворе, и может составлять всего 0°, то есть угол бифенила в кристаллическом состоянии. Хотя эти выводы были умозрительными и не были подтверждены более поздними исследованиями рассеяния нейтронов на молекулярной динамике в жидких кристаллах, ясно, что Грей начал строить корреляцию свойства-структура для формировании и стабильности мезофазы. Его кумулятивные исследования легли в основу его книги «Молекулярная структура и свойства жидких кристаллов» (1962 г.). В то время это была самая важная работа по химии, когда-либо изданная на тему жидких кристаллов, и она дал Грею международное признание. Тем не менее, он также считал, что писать книгу особенно важно потому, что он видел возможный конец его исследованиям о жидких кристаллах, поскольку финансирование становилось все более скудным.
В своих исследованиях, которые были опубликованы в виде 13-полосной серии статей о мезоморфизме и химическом строении в Журнале химического общества, Грей разработал следующие корреляции свойств-структуры для молекулярного дизайна жидких кристаллов:
- постоянное изменение температуры жидкокристаллического перехода в гомологических рядах;
- зависимость нематической термической стабильности от величины молекулы и поперечного заместителя;
- сильное влияние стерического скручивания боковой группой в угнетающей термостойкости мезофазы;
- роль размера и типа ароматических сердечников по фазовому типу и стабильности фаз;
- эффекты экранирования ядра при уменьшении угнетающих эффектов боковых групп;
- важный порядок эффективности нематической терминальной группы;
- более тонкая зависимость смектической термической устойчивости от комбинации размера боковой группы и дипольного момента.

### Сокращение финансирования
В 1960 году не могли даже представить существования плоских дисплеев, и поэтому финансирование исследований жидких кристаллов становилось все более скудным, особенно для таких университетов, как Халл, и поэтому Грей обратился к промышленности и, в частности, к Reckitt & Sons Ltd за помощью. В течение следующего десятилетия компания профинансировала исследования бактериального и бактерицидного действия против различных организмов, а также исследование структур и свойств их липополисахаридов. В результате этих исследований были защищены семь кандидатских диссертаций.

### Программа создания плоских дисплеев, 1970—1972
В течение 1960-х годов стало ясно, что финансирование исследования жидких кристаллов не возобновится. Грей обращался в Совет научных исследований за поддержкой, но ему раз за разом отказывали. Поэтому ему казалось, что в обозримом будущем ему суждено работать с биологическими мембранами. Затем в конце 1960-х годов Американская радиокомпания (АРК) начала проявлять интерес к дисплеям, альтернативным электронно-лучевой трубке и, в частности, дисплеям на основе жидких кристаллов. Об этом стало известно в Королевском радиолокационном учреждении (КРУ) и вызвало большой интерес. КРУ с подачи Джорджа Макфарлейна решило также заняться данными исследованиями. Была собрана рабочая группа, в которую вошел и Дж. Грэй.
Первая встреча по данному вопросу прошла 1 октября 1968 года. На ней Грей подробно изложил принципы создания жидких кристаллов, чем вызвал неподдельный интерес у руководства.
В октябре 1969 года, через год после заседания, появился первый проект отчета Рабочей группы, в котором предлагается работать по восьми темам, исключая жидкие кристаллы. Окончательный вариант был выпущен в декабре, и он отличался от первоначального тем, что жидкие кристаллы были включены в ряд перспективных направлений. В результате в апреле 1970 года Грею предложили двухлетний контракт на исследование «веществ, демонстрирующих жидкокристаллическое состояние при комнатной температуре» при максимальных расходах в 2177 фунтов стерлингов в год.

### Научная революция

#### Первые шаги
Работа над материалами началась в Халле в октябре 1970 года с двумя исследователями: докторантом Джоном Нэшем и Кеном Харрисоном. Однако в устройствах того времени использовался режим динамического рассеяния, в котором требовались материалы с отрицательной диэлектрической анизотропией, и поэтому были исследованы низкоплавкие материалы со стержнеподобными структурами и боковыми диполями относительно молекулярных длинных осей. Но вскоре были обнаружены проблемы для многих семейств материалов; у них часто обнаруживалась электролитическая неустойчивость, легкость окисления или разложение при воздействии ультрафиолетового излучения. Таким образом, группа Халла изучала вещества с различными основаниями Шиффа, азобензолами, стилбенами, карбонатами, сложными эфирами карбонов и ультрачистыми основаниями Шиффа, но все это было малоэффективно.

#### Новый подход
В 1970 году доложенные на третьей Международной конференции по жидким кристаллам в Берлине открытия Фрэнка Лесли и Дж. Ф.Драйера привели к изобретению скрученного нематического жидкокристаллического дисплея. Это устройство требовало материалов с положительной диэлектрической анизотропией и нематических фаз при комнатной температуре. Таким образом, поиск проводился для стабильных, с положительной диэлектрической анизотропией, низкоплавких нематогенов, которые могли работать в широких температурных диапазонах.

#### Решение задачи
В ходе поиска подходящих материалов Грей понял, что в жидкокристаллические основания и сложные эфиры Шиффа нужно ввести концевой нитрильный фрагмент, исключая включения центральной связывающей группы для повышения устойчивости. Данные преобразования привели к синтезу известных ныне цианобифенилов. Наиболее важным из них был 4-н-пентил-4'-цианобифенил (известный во всем мире под сокращением 5CB), который был впервые синтезирован Кеном Харрисоном в 1972 году. Это был первый пример бесцветного, фотохимически, окислительно и электролитически стабильного нематогена с температурой плавления вблизи комнатной температуры и физическими свойствами, пригодными для использования в плоских дисплеях.
Очевидно, что одного вещества было недостаточно, Харрисон и Нэш синтезировали серию гомологов 4-n-алкила-4'-цианобифенила (серии K3n) и 4-n-алкокси-4'-цианобифенила (серия M3n). Из своих ранних исследований Грей знал, что гомологический ряд проявит нечетно-равномерный эффект по температуре перехода от нематической фазы к изотропной жидкости, и что члены с нечетным числом атомов углерода в алкильной цепи будут иметь более высокие показатели, чем четные гомологи для K3n-рядов. Таким образом, вещества 3CB, 5CB и 7CB являлись очевидным выбором. Длина пяти атомов углерода, то есть для K15 и M15, по существу была достаточна для создания наносегрегационной системы между неполярной алифатической цепью и ароматической бифенильной частью. По мере увеличения алкильной цепи в обеих сериях были найдены смектические фазы, что свидетельствует о том, что алифатические части материалов начинали доминировать в межмолекулярных взаимодействиях.
Также с практической точки зрения необходимо было повысить температуру переходов от нематической фазы к жидкости в смесях. Это было достигнуто путем увеличения количества ароматических колец в серии K на одно фенильное кольцо с получением терфенильных аналогов. Таким образом, был найден путь для создания практических материалов.
Патент на эти вещества был подан 9 ноября 1972 года. После этого были созданы два консорциума, устройств и материалов, для использования новых технологий в плоскопанельных дисплеях. Консорциум материалов включал КРУ, Университет Халла и BDH Chemicals. После обсуждений с доктором Беном Стерджоном, директором по исследованиям, BDH к концу декабря 1972 года заключает контракт и менее чем через три месяца предоставляет образцы 5CB. Таким образом, при разработке процесса в BDH Chemicals, высокочистые цианобифенильные и терфенильные жидкие кристаллы нашли свое применение во многих различных смесях, тем самым став одними из основных веществ для разработки материалов для плоскопанельных дисплеев. Уже в 1974 году был синтезирован материал, полностью отвечающий всем требованиям, предъявляемым производителями часовых дисплеев.

#### Поиск нового
С середины 1970-х годов, когда исследования Джорджа были сосредоточены на применении его работ в дисплейных материалах, он стал искать новые, которые могли бы занять место цианобифенилов. Его последующая работа легла в основу многих фундаментальных исследований материалов в быстро растущей теме жидких кристаллов, тем самым, став превосходным примером многопрофильной наноинженерии новых состояний вещества. Тем не менее не все было гладко. Как отметил Грей:

Эти результаты часто называют моей заявкой об известности, но есть такие (в основном не занимающиеся данным направлением), которые любят подчеркивать отрицательный аспект, что ни одно европейское производство дисплеев не использовало полученные нами материалы. Наверное, это должно было меня расстроить, ведь англичане действительно любят добиваться успеха и быть успешными. Честно говоря, я очень мало интересовался тем, что UK Ltd не приносила пользы от работы и что эта область была полностью изучена в Японии и на Дальнем Востоке. Я был рад видеть, что общество в его самом широком международном значении пользуется моей наукой, и не было слишком обеспокоено тем, что в казну Электронных компаний не поступало прибыли. Тем не менее, мне понравилось, что химическая промышленность Великобритании извлекла пользу в финансовом отношении от моей работы — удобно забытый факт. Кроме того, я хотел бы подчеркнуть некоторые другие гораздо более обширные и одинаково важные для меня преимущества и последствия, которые вытекают из нашего простого открытия цианобифенилов.

### После цианобифенилов, 1974—1990
Вскоре после того, как цианобифенилы достигли коммерческого успеха, Нэш и Харрисон покинули Халл, им на смену пришли другие студенты и докторанты. Последующие исследования были направлены не только на поиск материалов для устройств изображения, но и для расширения фундаментальной научной базы.
В дальнейшем, в рамках совместного гранта, Грей приступил к сотрудничеству с Лидбеттером. Их совместная работа продолжалось 15 лет и дала начало их многолетней дружбе. Благодаря различным формам финансирования совместных работ, они глубоко исследовали структуру и молекулярную динамику в нематических и смектических жидких кристаллах. Несмотря на то, что развитие бифенилов и их смесей продолжалось, увеличение финансирования позволило провести исследование, проводимое группой Халла в более широком аспекте, что привело к следующим фундаментальным успехам, подчеркнутым Греем:
- Более полное понимание смектиков и их полиморфизм, связанный с синтезом и исследованием новых материалов, демонстрирующих фазы SmB, SmF и SmI, с Гудби в сотрудничестве с Лидбеттером[11][12][13];
- Рационализация смектической номенклатуры, которая была достигнута на встрече в Халле с участием Гудби, Сакманна и Демуса, решение серьезной проблемы одних и тех же фаз, которым различные исследователи приписывали разные группы[14];
- Разработка новых алициклических мезогенов (бициклооктанов и кубанов), открытых вместе с Тойне, в сотрудничестве с Келли[15][16];
- Изучение молекулярных факторов, определяющих образование SmC, с Гудби[17][18];
- Разработка идентификации фазы с помощью оптической микроскопии с Гудби[19];
- Синтез дейтеромезогенов для нейтронных исследований с участием Мосли в сотрудничестве с Лидбеттером[20][21];
- Разработка новых хиральных мезогенов; работа с МакДоннеллом, в которой показано, что положение хирального центра данной оптической конфигурации в хиральной алкильной группе определяет чередование спирального витка чередующимся образом, зависящим от четности (правила Грея-МакДоннелла)[22][23];
- Высококачественные параметры красителей, с Коутсом и Макдоннеллом[24][25];
- Открытие «голубых фаз» хиральных нематических жидких кристаллов с помощью Коутса[26]

К 1980 году члены исследовательской группы Халла в основном разошлись. В Халле Грей, который был членом Комитета университетских грантов, осуществлял стратегию по расширению более сильных исследовательских групп за счет привлечения других научных сотрудников из более слабых групп, тем самым сократив объём исследований, проводимых в отделе. Таким образом, в Университете продолжались исследования жидких кристаллов и их свойств, причем некоторые из них побудили Hull Liquid Crystal Group вернуться на передовую линию новых материалов для дисплеев.

### Поиск преемника и отставка
В течение 1990-х годов близилась и отставка Грея. Он нашел преемника в лице Джона Гудби, с которым он ранее работал. После выхода в отставку Грэй стал координатором исследований в Merck in Poole, а также организатором очень успешных конференций студентов Merck CASE, которые проводятся и сегодня. Спустя пару лет Грей стал консультантом, работающим на дому в Уимборне, графство Дорсет.

## Борьба с хемофобией
Хотя приоритетным направлением в исследованиях ля Джорджа Грея были жидкие кристаллы, он любил и химию в общем,. Поэтому, ему было грустно видеть, что данный предмет подвергся нападениям со стороны СМИ в начале 1990-х годов. Грэй, очевидно, был задет этим, потому что у него были слайды из обложки журнала «Химия в Великобритании», где он подчеркнул те части текста, касающиеся канцерогенной природы техногенных материалов. Грэй считал, что химия так много дала обществу, от медицинского обслуживания до передовых материалов, а средства массовой информации, публикующие статьи по данному вопросу, были неточны и невежественны. В связи с этим он подытожил свои чувства следующими словами, взятыми из его вручения премии в Киото:

Есть ли посыл во всем этом для молодых людей, которые стремятся достичь подобных вещей? Очевидно, что подготовка и образование — это очень важные вопросы, и тяжелая работа и целеустремленность являются предпосылками. Удача и совпадения могут быть непредсказуемыми элементами в жизни, но по крайней мере их вероятное влияние можно оптимизировать, воспользовавшись каждой возможностью для продвижения ваших целей и амбиций. Другими словами, никогда не отступайте от возможностей. Ошибки неизбежны в любой карьере, но если есть чувство юмора, то над ними можно посмеяться, но твердо решив, что одна и та же ошибка не будет повторена. Самое главное, быть на 100 % компетентным во всем, что вы делаете, уделяя пристальное внимание деталям и точности, и, если можете, направляя на принесение наибольшей пользы человечеству.

## Признание
Вклад Грея в жидкие кристаллы за 40 лет исследований был признан в нескольких премиях:
1980 год — Приз за оптоэлектронику
1983 — Избранный член Королевского общества
1985 — Клиффорд Паттерсон Преподаватель Королевского общества
1987 — Золотая медаль Леверхульма Королевского общества
1989 — Избранный член Королевского общества Эдинбурга
1991 — Премия в области тонкой химии и лекарственных групп Королевского химического общества;
Почетный доктор наук Университета Халла;
Командующий Превосходнейшим орденом Британской империи
1993/94 — Золотой медалист и преподаватель Общества химической промышленности
1994 — Доктор наук Университета Трента в Ноттингеме,
1995 — Лауреат премии Киото
1996 — Иностранный член Японской академии наук;
Почетный доктор наук Саутгемптонского университета;
Золотая медаль Карла Фердинанда Брауна от Общества информационных дисплеев (SID)
1997 — Медаль Фредерикса Российского ЖК-общества;
Почетный доктор наук университета восточной Англии
1998 — Почетный член Международного ЖК-общества
1999 — Приходящий член агентства обороны по оценке и исследованиям
2001 — Почетный доктор наук Университета Абердина;
Избранный почетный член Королевской ирландской академии
2002 — Почетный доктор наук Университета Эксетера
Грей опубликовал более 250 научных работ и 100 патентов, а также написал несколько учебников. Его первая книга о жидких кристаллах, вероятно, оставалась его самой любимой. Однако он с большим удовольствием стал старшим редактором четырёхтомного сборника «Справочник жидких кристаллов», который был опубликован VCH в 1998 году, и редактируя серию учебников по жидким кристаллам Тейлора и Фрэнсиса, являясь редактором Журнала и жидких кристаллах, публиковавшимся Тейлором и Фрэнсисом. Его исследования в Халле принесли признание университету в качестве Премии Королевы за Технологические Достижения в 1979 году, первой премии такого типа университету в Великобритании. А в ноябре 2005 года Исторический Химический Знак был присужден Университету Халла Королевским Обществом химии. Из этих наград одной из наиболее важных является Киотская премия.

## Семья
Когда Джордж переехал в Халл, он также встретил Марджори Канаван, которая работала в аптеке, а также была медсестрой. Они поженились в 1953 году и впоследствии у них родились три дочери. У старшей, Вероники, есть трое детей; Элизабет была их второй дочерью, которая скончалась за несколько лет до смерти Джорджа и Марджори; а у самой молодой, Кэролайн, есть сын. Кэролайн стала химиком-исследователем в фармацевтической компании SmithKline Beecham, работая над синтезом новых фармацевтических продуктов. Марджори и Джордж были любящей и очаровательной парой, и вокруг них всегда было тепло и уютно. Говоря о Марджори, Джордж сказал: "Ученому (как я), который много отдает науке, жертвует многие годы, нужно, чтобы с ним была очень хорошая женщина. Мне повезло найти всё это у моей жены ". Поэтому, было очень трогательно, что они оба скончались с разницей меньше, чем две недели.